# Бархоут (обшивка)
Бархо́ут (бархо́т, нидерл. barkhout, от bergen — «охранять», hout — «дерево») — усиленный ряд досок наружной обшивки в районе ватерлинии на парусных судах или стальной профиль, наваренный на наружную сторону пояса стальной обшивки корпуса судна в районе главной ватерлинии (ГВЛ) и/или выше. Бархоут служит для защиты обшивки корпуса судна во время швартовки, стоянки у причала, абордажа, так как выступает наружу от обшивки и, принимая на себя первый удар (давление) при касании о причал или другое судно, не даёт возможности повредить обшивку корпуса судна.
В наши дни используется в основном только на малых судах и на парусниках. Иногда стальной профиль может быть наварен выше главной ватерлинии или в два параллельных ряда (часто, один у главной ватерлинии, а второй на ширстречном поясе) в зависимости от обводов корпуса с целью улучшения защиты корпуса судна.
Наружная обшивка корпуса судна и его палубный настил обеспечивают прочность и водонепроницаемость. Горизонтальные ряды листов наружной обшивки называются «поясами». Они имеют следующие названия:
- ширстрек — верхний пояс обшивки;
- боковой пояс или бархоут — пояс в районе главной ватерлинии (правильнее называть бархоутами профили наваренные на наружную сторону листов обшивки корпуса);
- скуловой пояс — идущий по скуле корпуса судна;
- килевой или горизонтальный — средний днищевой пояс;
- шпунтовой пояс — пояс, соседний с килевым.

## Фотогалерея

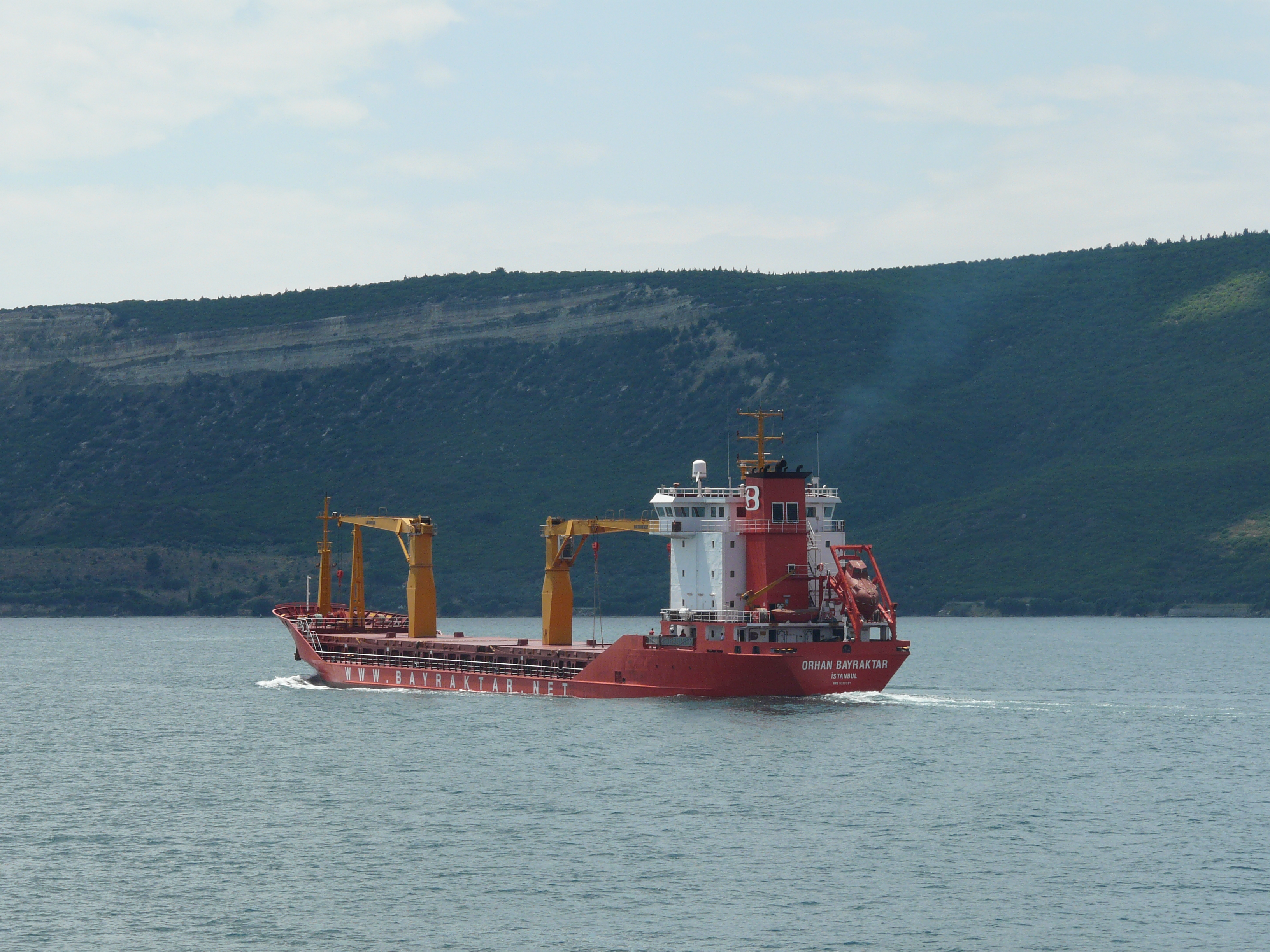
Турецкое судно Orman Bayraktar в проливе Дарданеллы (напротив Чанаккале). Судно имеет по два бархоута с каждого борта, один — в районе главной ватерлинии, а другой — на ширстречном поясе
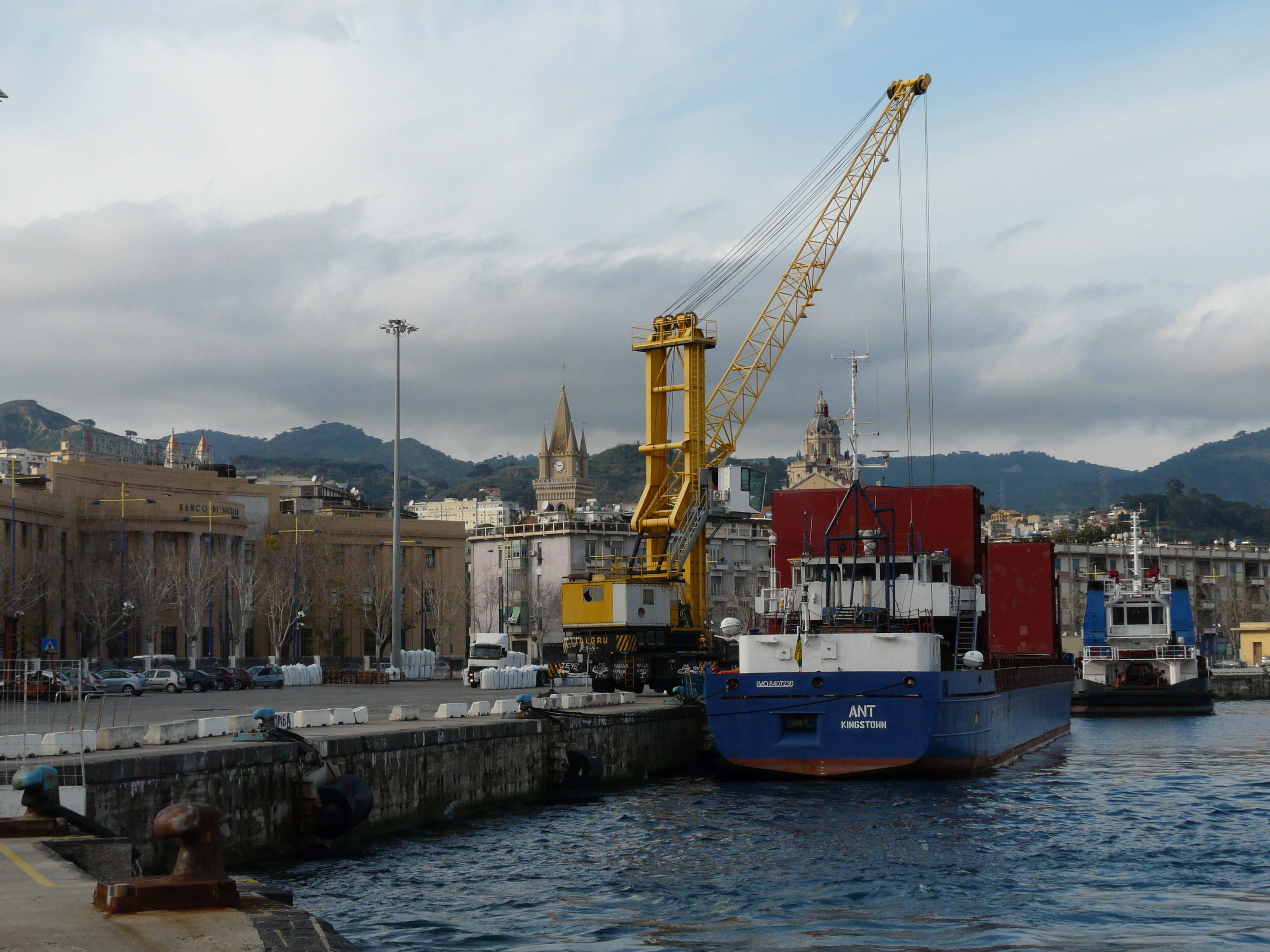
Судно Ant в порту Мессина. Кроме обычных бархоутов у главной ватерлинии судно имеет по два завышенных бархоута в районе кормовых обводов с каждого борта (верхний из них на ширстречном поясе) и один короткий бархоут на кормовом транце над якорным клюзом
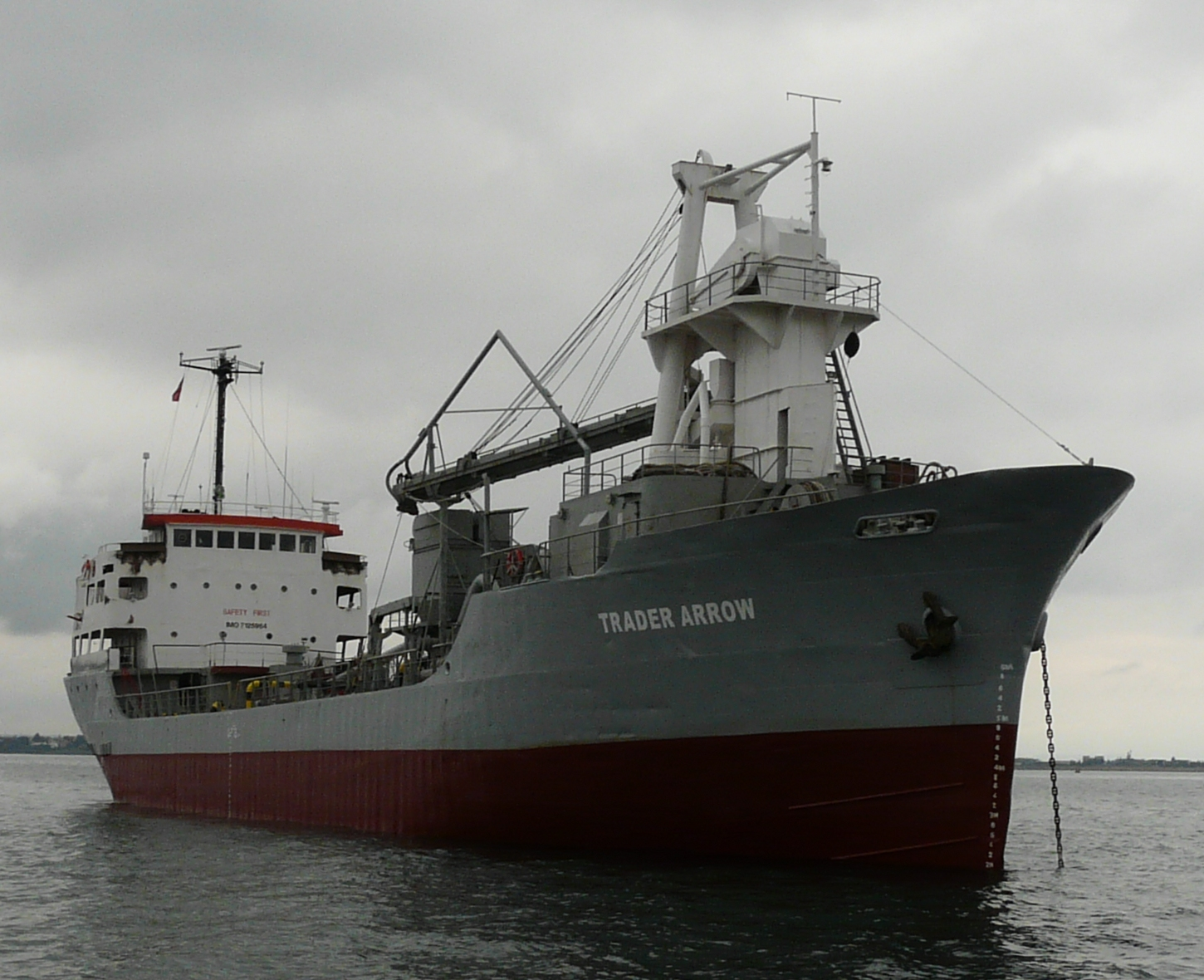
Цементовоз Trader Arrow на якоре у гавани турецкого судоремонтного завода Тузла. 13 Марта 2009 года. Это судно не имеет обычных бархоутов по бокам, но его носовые скулы оснащены двумя рядами бархоутов
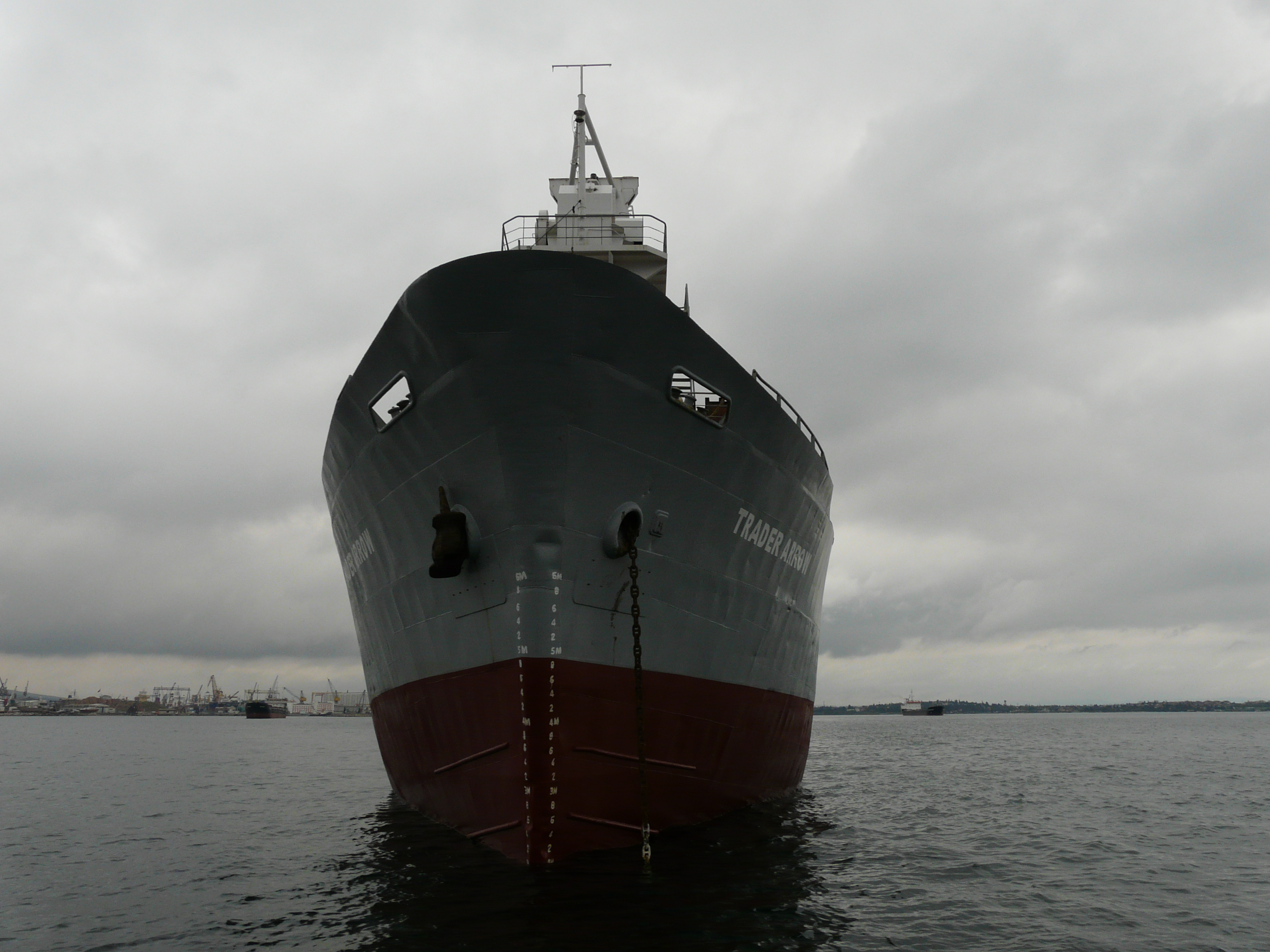
Цементовоз Trader Arrow на якоре у гавани турецкого судоремонтного завода Тузла. 13 Марта 2009 года. Явно, два ряда бархоутов на носовых скулах служат для усиления обшивки корпуса в месте первого касания судном причала во время швартовки к причалу